# Visconde de Porto Formoso
Visconde de Porto Formoso foi um título nobiliárquico criado por decreto de 26 de Janeiro de 1871 do rei D. Luís I de Portugal a favor de Jacinto Fernandes Gil, um rico proprietário e político da ilha de São Miguel, nos Açores, que ao tempo detinha importantes propriedades no Porto Formoso.
Usaram o título as seguintes pessoas:
- Jacinto Fernandes Gil, 1.º visconde de Porto Formoso;[1]
- Jacinto Fernandes Gil, 2.º visconde de Porto Formoso;[2]
- Jacinto Fernandes Gil, 3.º visconde de Porto Formoso;[3]
- Manuel Jacinto de Medeiros Fernandes Gil, 4.º visconde de Porto Formoso.[4]